# Tour de Picardia 2015
El Tour de Picardia 2015, 69a edició del Tour de Picardia, es va disputar entre el 15 i el 17 de maig de 2015 sobre un recorregut de 519,5 km repartits entre tres etapes. La cursa formava part del calendari de l'UCI Europa Tour 2015, amb una categoria 2.1.
La cursa fou guanyada pel belga Kris Boeckmans (Lotto Soudal), vencedor de dues de les tres etapes d'aquesta cursa. L'acompanyaren al podi l'italià Andrea Guardini (Astana Qazaqstan Team) i el lituà Evaldas Siskevicius (Team Marseille 13 KTM). Siskevicius també guanyà la classificació per punts, mentre l'Astana Qazaqstan Team fou el millor equip.

## Equips
L'organització convidà a prendre part en la cursa a quatre equips World Tour, sis equips continentals professionals i sis equips continentals:
- equips World Tour: AG2R La Mondiale, Astana Qazaqstan Team, FDJ, Lotto Soudal
- equips continentals professionals: Bretagne-Séché Environnement, Cofidis, Team Europcar, Bora-Argon 18, Wanty-Groupe Gobert, Topsport Vlaanderen-Baloise
- equips continentals: Auber 93, Team Marseille 13 KTM, Roubaix Lille Métropole, Wallonie-Bruxelles, AWT-GreenWay, Armée de Terre

## Etapes
| Etapa | Data       | Recorregut                     |             | Km    | Vencedor d'etapa      | Líder de la general  | Ref.  |
| ----- | ---------- | ------------------------------ | ----------- | ----- | --------------------- | -------------------- | ----- |
| 1a    | 15 de maig | Moÿ-de-l'Aisne – Tergnier      | Etapa plana | 161,5 | Kris Boeckmans (BEL)  | Kris Boeckmans (BEL) | [ 1 ] |
| 2a    | 16 de maig | Villers-Saint-Paul – Fleurines | Etapa plana | 168,1 | Andrea Guardini (ITA) | Kris Boeckmans (BEL) | [ 2 ] |
| 3a    | 17 de maig | Athies – Mers-les-Bains        | Etapa plana | 189,9 | Kris Boeckmans (BEL)  | Kris Boeckmans (BEL) | [ 3 ] |

## Classificació final
|    | Ciclista                  | Equip                        | Temps       |
| -- | ------------------------- | ---------------------------- | ----------- |
| 1  | Kris Boeckmans (BEL)      | Lotto Soudal                 | 12h 55' 44" |
| 2  | Andrea Guardini (ITA)     | Astana Qazaqstan Team        | + 10"       |
| 3  | Evaldas Siskevicius (LTU) | Marseille 13 - KTM           | + 16"       |
| 4  | Bryan Coquard (FRA)       | Team Europcar                | + 18"       |
| 5  | Fabien Canal (FRA)        | Armee De Terre               | + 20"       |
| 6  | Jasper De Buyst (BEL)     | Lotto Soudal                 | + 20"       |
| 7  | Alexis Bodiot (FRA)       | Armee De Terre               | + 21"       |
| 8  | Daniel McLay (GBR)        | Bretagne-Séché Environnement | + 22"       |
| 9  | Rudy Barbier (FRA)        | Roubaix Lille Métropole      | + 23"       |
| 10 | Pierre Latour (FRA)       | AG2R La Mondiale             | + 24"       |